# Dienville
Dienville é uma comuna francesa na região administrativa de Grande Leste, no departamento de Aube. Estende-se por uma área de 20,34 km². Em 2010 a comuna tinha 892 habitantes (densidade: 43,9 hab./km²).